# Lepeophtheirus marcepes
Lepeophtheirus marcepes är en kräftdjursart som beskrevs av C. B. Wilson 1944. Lepeophtheirus marcepes ingår i släktet Lepeophtheirus och familjen Caligidae. Inga underarter finns listade i Catalogue of Life.